# 綠草地線
綠草地線是明斯克地鐵的第三條線路。全線呈南北走向，規劃全長17.2千米，設有14個車站。該線路于2014年2月開工建設，首期線路全長3.53千米，共4個車站，於2020年11月正式開通運營。

## 歷史與發展

### 一期
根據2011年的規劃，綠草地線一期最初由以下7個站點組成：斯盧茨克賓館、涅莫爾尚斯基花園、機場、鐵匠斯洛博達、火車站、弗蘭季舍克·博古舍維奇廣場、銀禧廣場，預計2017年完工，但最終一期只包括後四站。2014年2月，綠草地線一期正式開工建設。2016年，明斯克地鐵公司負責人表示，該線一期遲至2020年方能開通。2020年初，鐵匠斯洛博達站、火車站站與弗兰季舍克·博古舍维奇广场站的建筑和安装工程已完成95%至98%。
綠草地線最終在2020年11月7日中午12時30分迎來首批乘客。

### 二期
綠草地線二期全長4.122千米，包括斯盧茨克賓館、涅莫爾尚斯基花園、機場3個車站。截至2022年7月末，該線二期工程的隧道建設已全部完成，斯盧茨克賓館、涅莫爾尚斯基花園與機場三個車站的完成度分別為20%、55%和86%。綠草地線二期最初計劃於2023年開通運營，但開通時間目前已更改為2024年底。

## 車站列表
| 編號                                                | 中文站名                  | 白文站名 | 俄文站名 | 換乘車站 | 所在地   | 开通日期      |
| --------------------------------------------------- | ------------------------- | -------- | -------- | -------- | -------- | ------------- |
| 316                                                 | 銀禧廣場                  |          |          | 伏龍芝   | 中央區   | 2020年11月7日 |
| 315                                                 | 弗蘭季舍克·博古舍維奇廣場 |          |          |          | 莫斯科區 | 2020年11月7日 |
| 314                                                 | 火車站                    |          |          | 列寧廣場 | 十月區   | 2020年11月7日 |
| 313                                                 | 鐵匠斯洛博達              |          |          |          | 十月區   | 2020年11月7日 |
| 312                                                 | 機場                      |          |          |          | 十月區   | 2024年底      |
| 311                                                 | 涅莫爾尚斯基花園          |          |          |          | 十月區   | 2024年底      |
| 310                                                 | 斯盧茨克賓館              |          |          |          | 十月區   | 2024年底      |
| 註釋：綠草地線二期（斯盧茨克賓館-機場）路段尚未開通 |                           |          |          |          |          |               |

## 使用車輛
綠草地線配備4節編組的施泰德M110/M111列車，由瑞士施泰德鐵路的子公司施泰德明斯克製造。

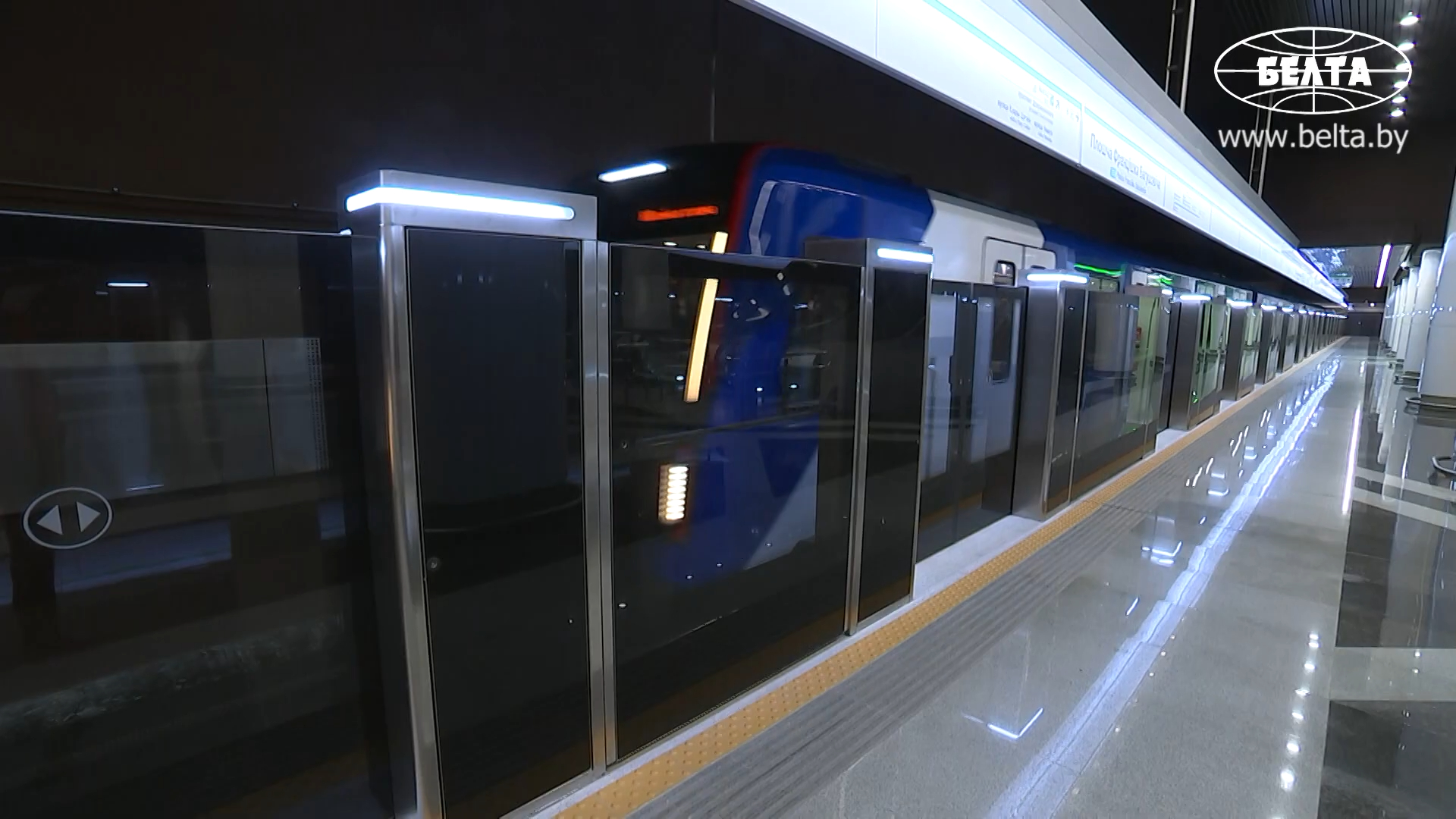
進站
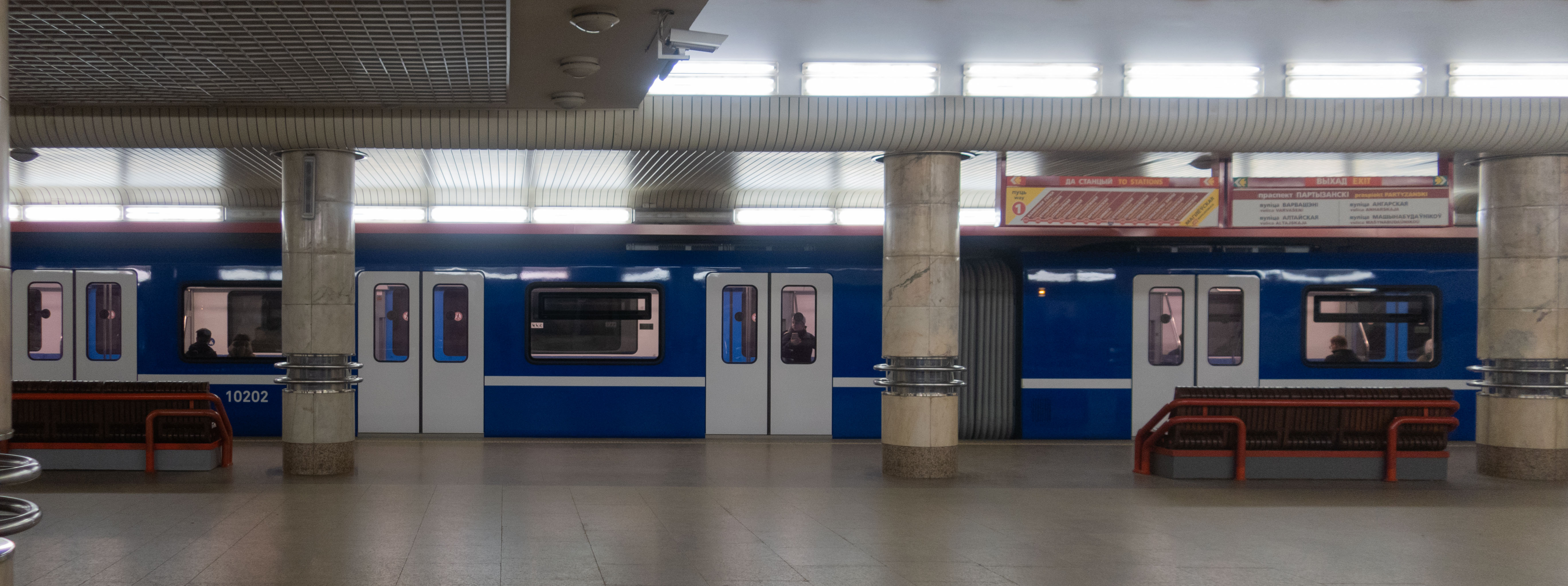
側面圖
- 列車展示

## 圖集

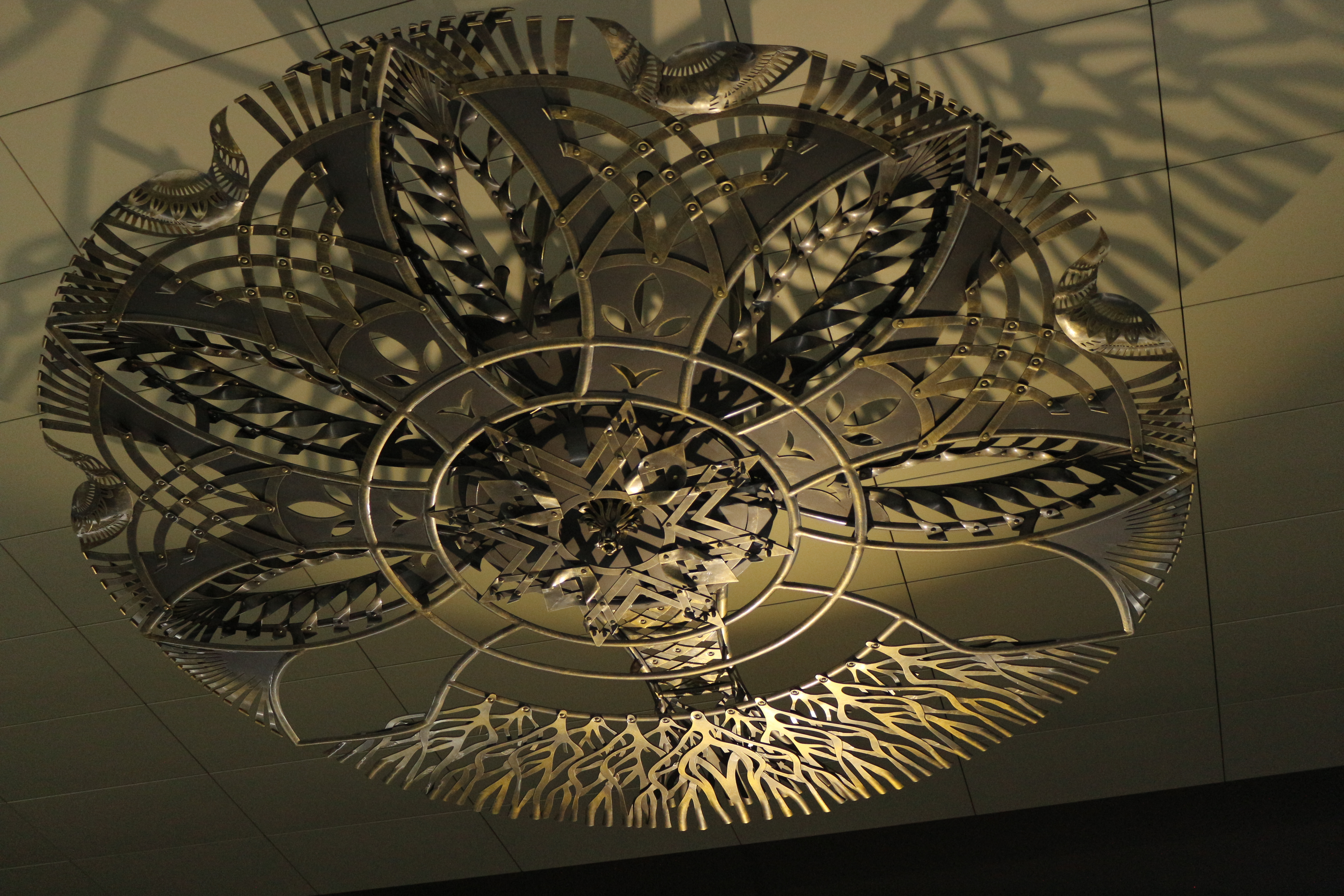
鐵匠斯洛博達站的裝飾藝術
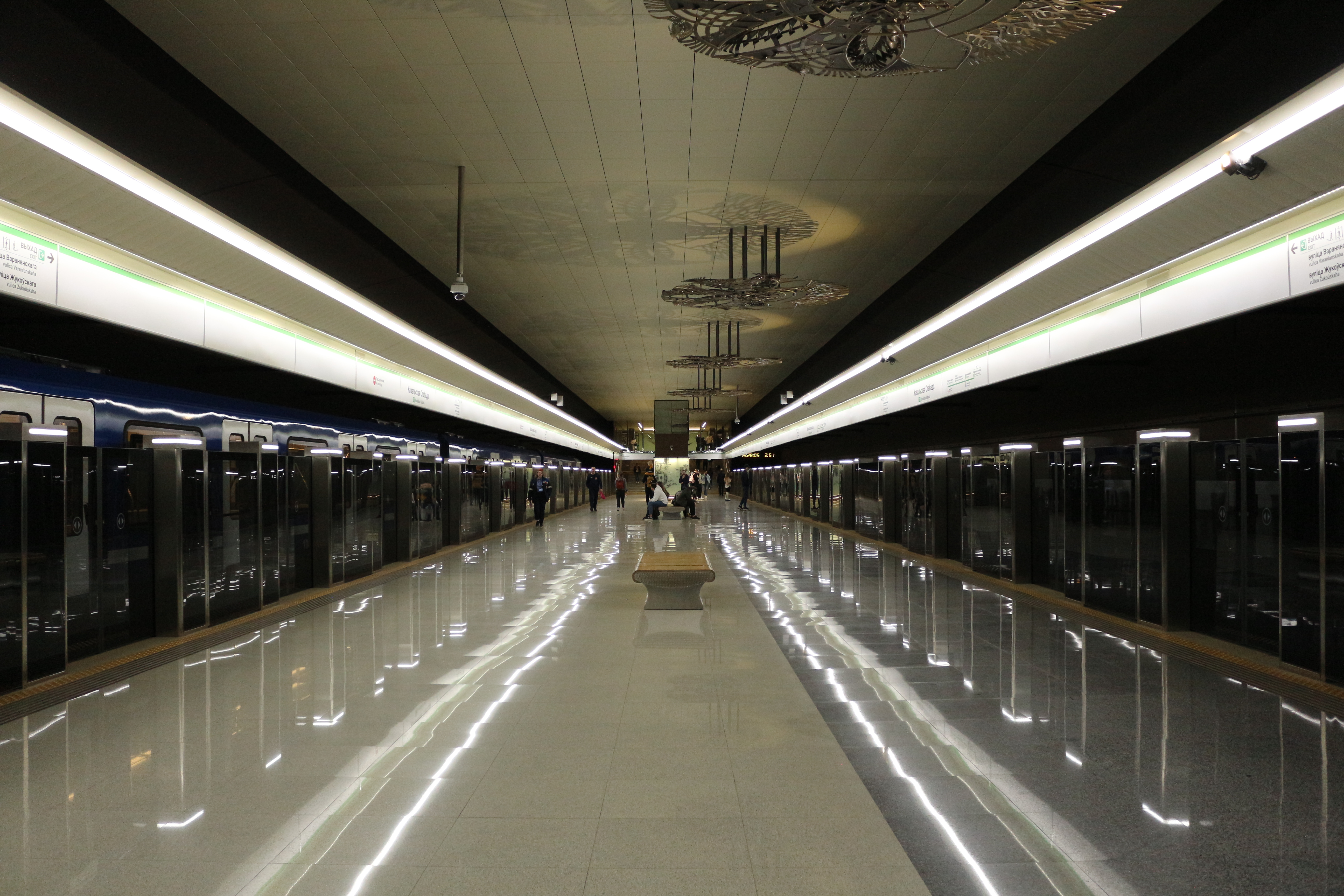
鐵匠斯洛博達站
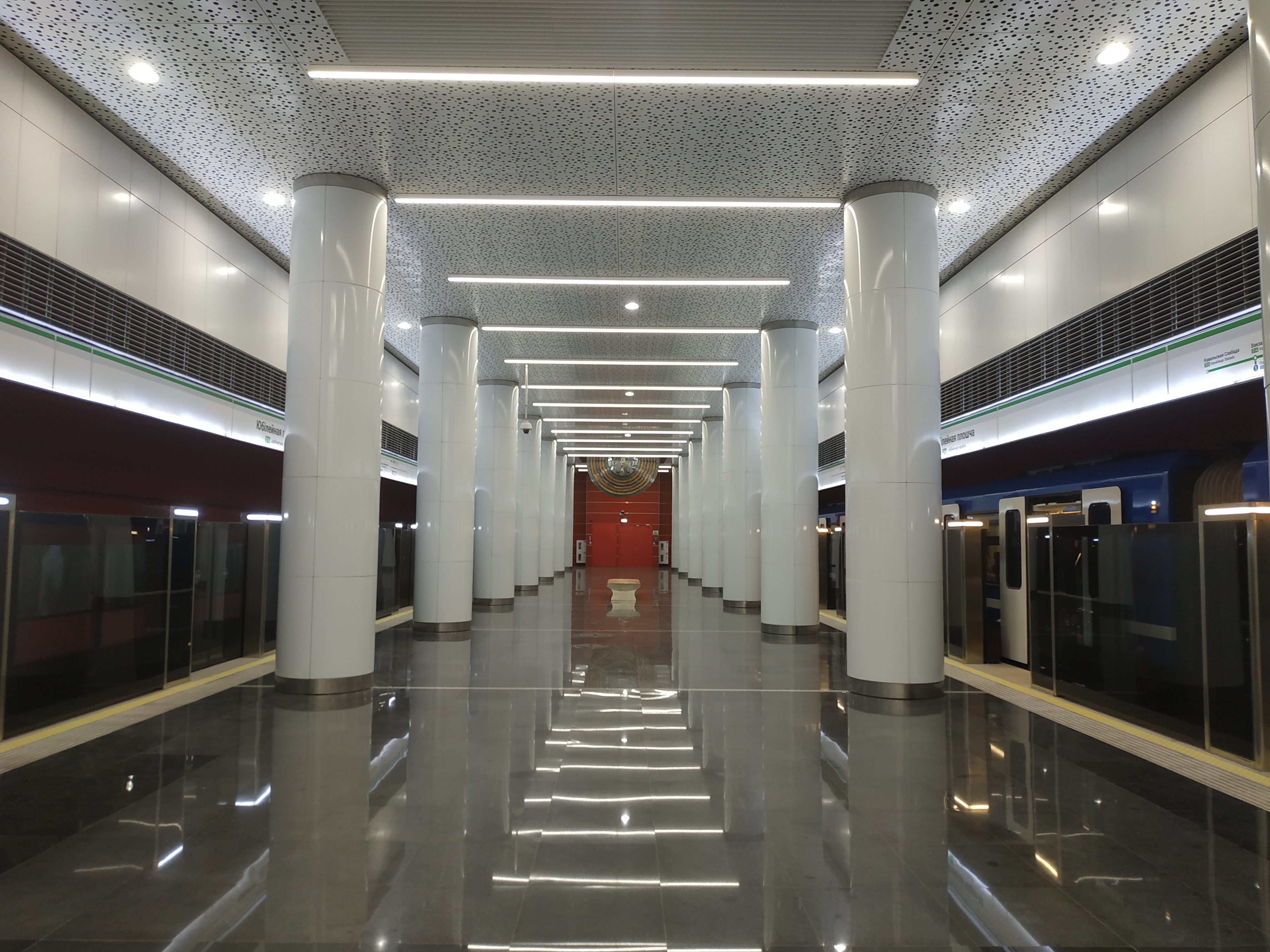
銀禧廣場站
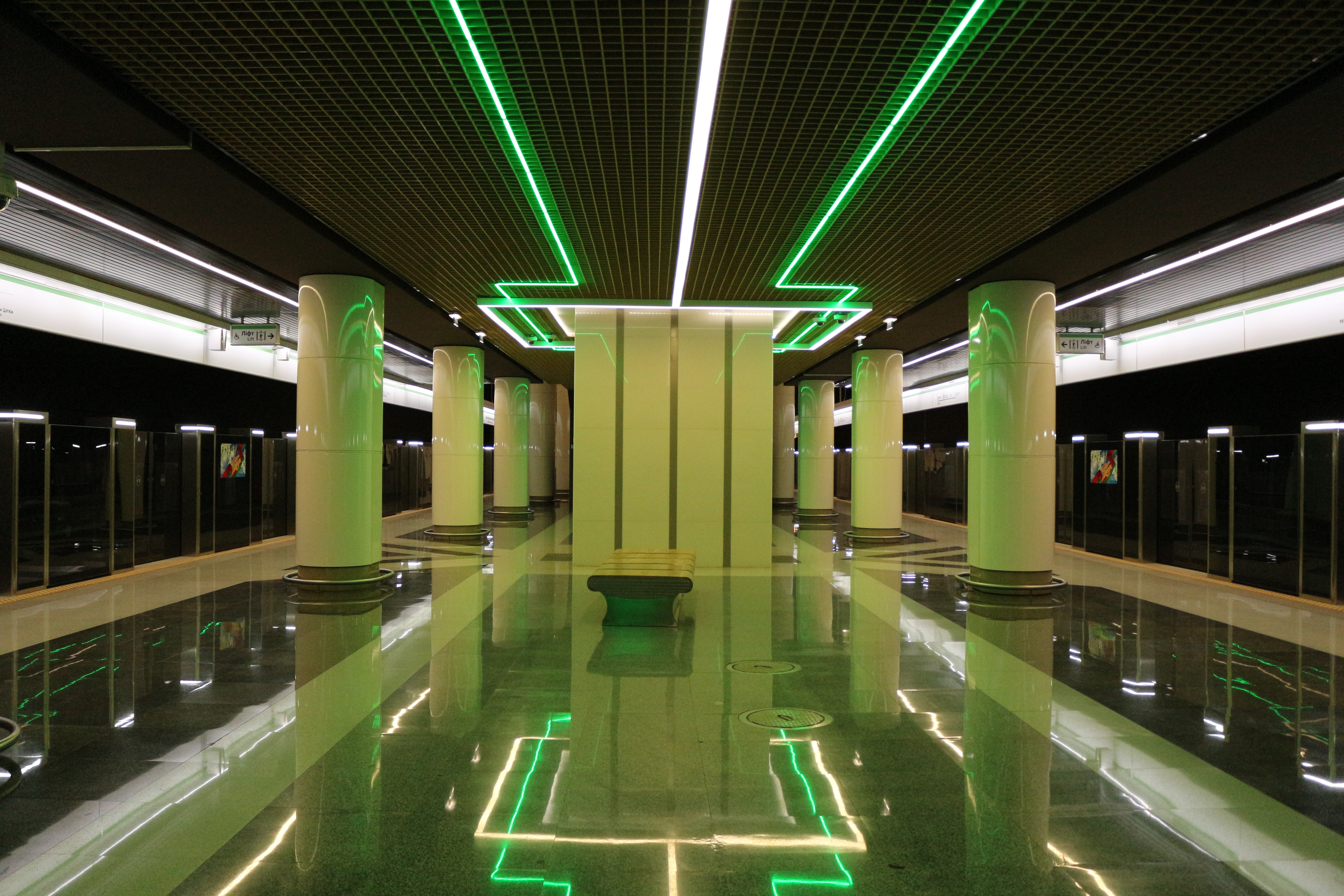
弗兰季舍克·博古舍维奇广场站

## 外部鏈接
- 明斯克地鐵公司官方網站 - 綠草地線 （页面存档备份，存于）